# Andrius Šimkus
Andrius Šimkus (* 24. Juni 1961 in Kaunas) ist ein litauischer Fernschachspieler und Internist.

## Leben
Nach dem Abitur 1979 mit Auszeichnung an der Jonas-Jablonskis-Mittelschule Kaunas absolvierte Šimkus von 1979 bis 1985 ein Studium der Medizin mit Auszeichnung an der Medizinakademie der Universität für Gesundheitswissenschaften Litauens und 1986 die medizinische Internatur. Von 1991 bis 1992 bildete er sich weiter in den USA, danach arbeitete er im Krankenhaus Jonava. Von 1986 bis 1992 war er Arzt der Poliklinik der Rajongemeinde Jonava. Ab 1993 arbeitete Šimkus in seiner Firma „Therapia scientifica“.
Seit 1996 trägt Šimkus den Titel Internationaler Fernschachmeister. Er erhielt den Titel für sein Ergebnis der Europameisterschaft 1993–99, bei der er den vierten Platz belegte.
Seine höchste Elo-Zahl im Fernschach war 2548 im Jahre 1995.